# Baring (Familie)

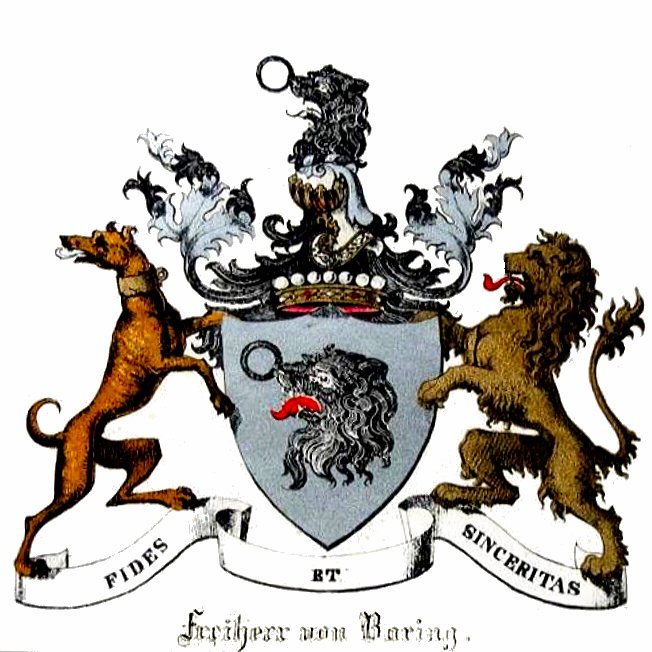
Wappen der hannoverschen Freiherren von Baring

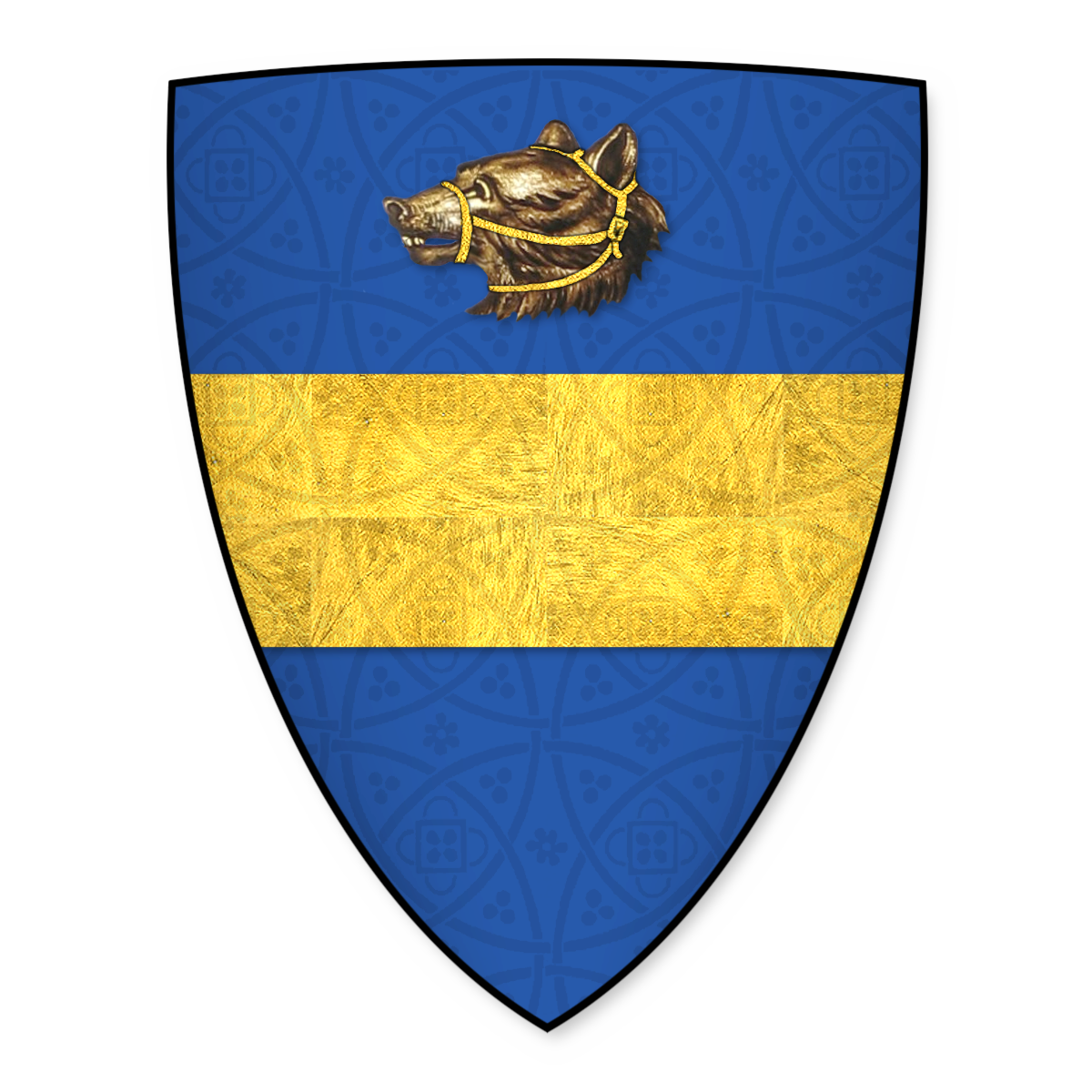
Stammwappen des britischen Astes der Familie Baring

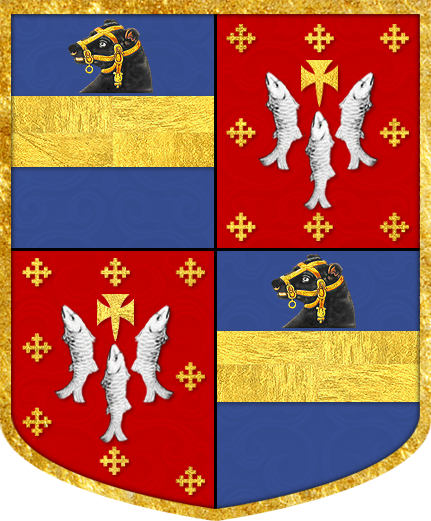
Wappen Evelyn Barings als 1. Earl of Cromer

Die Familie Baring ist eine deutsch-britische Kaufmanns- und Bankiersfamilie. In Deutschland gehört die Familie zum Bildungsbürgertum (Georg Baring erhielt 1832 den hannoverschen Freiherrenstand), im Vereinigten Königreich Großbritannien teilweise auch zum Adel.

## Ältere Linie
Der älteste bekannte Vorfahr ist Petrus Baring, um 1500 Bürger der niederländischen Stadt Groningen. Sein jüngster Sohn Franz Baring war 1565–1582 erster lutherischer Superintendent zu Lauenburg/Elbe für Sachsen-Lauenburg. Ausgewählte Familienmitglieder in der Stammfolge:
1. Petrus Baring (1483–1532/36) ⚭ Everharda N. († 1558), vier Söhne und vier Töchter, alle jung †, außer zwei Söhne
  1. N. Baring, Stammvater der im 19. Jahrhundert fast erloschenen Luxemburger Linie
  2. Franz Baring (1522–1589), Generalsuperintendent in Sachsen-Lauenburg ⚭ 1. 1545 Magdalena Tuchters († 1552), drei Kinder ⚭ 2. 1554 Margarita Burgstede, sieben Kinder
    1. Johann Baring (1545–1603), Stammvater der Hannoverschen Linie
    2. Magdalene Baring (* 1555) ⚭ Jürgen Schumacher, Pastor in Lütau
    3. Cäcilie Baring (* 1565), Nonne im Kloster zum Heiligen Geist in Lüneburg
    4. Franz Baring (1570–1627), Stammvater der Bremer Linie
      1. Johann Baring (1620–1676)
        1. Franz Baring (1656–1697)
          1. Johann Baring (1697–1748), Britischer Ast.

## Hannoversche Linie
Alle bekannten Träger des Namens Baring stammen von diesem Ursprung ab. Im Kurfürstentum Hannover gehörten die Barings zu den sogenannten „hübschen Familien“, aus denen neben Geistlichen, Landwirten, Domänen- und Klostergutspächtern die höheren Beamten und Offiziere hervorzugehen pflegten. Einzelne Familienmitglieder erhielten mit dem Guelphen-Orden den persönlichen Adel, in der Stammfolge kursiv dargestellt.
1. Johann Baring (1545–1603), Pastor in Artlenburg ⚭ 1571 Anna von Holle († 1627), drei Söhne und eine Tochter
  1. Eberhard Baring (1572–1626), Pfarrer an der Katharinenkirche (Braunschweig) ⚭ 1. Margarita Ursler, ⚭ 2. Magdalena Meier (1586–1646), neun Kinder
    1. Johann Baring (1604–1637) ⚭ Witwe Scheele
      1. Johann Matthäus Baring (1638–1664), † im Türkenkrieg

    2. Nikolaus Baring (1607–1648), Pastor an der Marktkirche (Hannover) ⚭ 1635 Sophie Johanna Stucke (1614–1694), sechs Kinder
      1. Johann Jakob Baring (* 1636), Küchenmeister beim Grafen von Wittgenstein
      2. Johann Henning Baring (1642–1680), Superintendent zu Ratzeburg
      3. Joachim Georg Baring (1644–1715), Stammvater des 1. Hauptastes

    3. Eberhard Baring (1608–1659),[1] Universalgelehrter ⚭ 1643 Elisabeth von Bestenbostel (1615–1680), fünf Kinder
      1. Joachim Johann Baring (1646–1680), Subkonrektor der Hannoverschen Schule, unverheiratet
      2. Catharina Maria Baring (1647–1738) ⚭ 1674 Hans Caspar Eccard, Oberförster. Deren geadelter Sohn Johann Georg von Eckhart (1674–1730) war Historiker und Bibliothekar.
      3. Melchior Lorenz Baring (1650–1691), Stammvater des 2. Hauptastes
      4. Henning Baring (1653–1693), Stammvater des 3. Hauptastes

    4. Henning Baring (1611–1681), Pastor zu Wülfinghausen und Wittenburg ⚭ 1643 Anna Margarete Schönen, fünf Kinder
      1. Johann Daniel Baring (1644–1717), Bürgermeister in Eldagsen ⚭ Anna Margarethe Ebeling

  2. Franz Baring (1578–1625) ⚭ 1603 Margarethe Schiler, sechs Kinder, die gesamte Familie verstarb an der Pest
  3. Christoph Baring (1579–1622) ⚭ spätere Frau des Senators Wulfhagen in Hannover, drei Kinder

### Erster Hauptast (Hannoversche Linie)
1. Joachim Georg Baring (1644–1715), Obervoigt in Herzberg am Harz ⚭ 1677 Ilse von Banten, ⚭ 2. Anna Maria Damerow, vier Kinder
  1. Johann Nikolaus Baring (1682–1745), Hofgerichtsassessor und Justizrat ⚭ 1711 Anna Sophie Hinüber (1693–1767), 13 Kinder
    1. Christian Eberhard Baring (1729–1795), Amtmann in Wennigsen (Deister) ⚭ 1763 Dorothee Margarete Brick (1730–1786), zwei Kinder
    2. Sophia Dorothea Baring (1731–1805) ⚭ August Ulrich Aly (1717–1791), Oberamtmann, vier Kinder
    3. Karl Anton Philipp Baring (1735–1814), Amtmann in Diemarden ⚭ Sophie Ulrike von Westenholz († 1806), 14 Kinder
      1. Eberhard Friedrich Baring (1759–1808), Amtsvoigt in Rotenburg, Stammvater des Lüneburger Zweiges ⚭ Sophie Charlotte Aly (1757–1842), Tochter des Oberamtmannes August Ulrich Aly, neun Kinder
        1. Karl August Baring (1781–1854), Obergerichts-Prokurator in Lüneburg ⚭ 1. Sophie Charlotte Bolte (1794–1828), ⚭ 2. Sophie Marie Gesterding (* 1808), sieben Kinder
          1. Christian Wilhelm Baring (1817–1864), Jurist, Senator in Lüneburg, Abgeordneter der Fortschrittspartei in der 2. Hannoverschen Kammer ⚭ 1853 Eleonore Sophie Charlotte Görges (1836–1872), drei Kinder
            1. Wilhelm August Baring (* 1859), Arzt und Sanitätsrat ⚭ 1902 Helene Rickert (* 1870), vier Kinder

        2. Friedrich Eberhard Baring (1785–1869), Premier-Lieutenant im 60. englischen leichten Infanterieregiment ⚭ 1. Mary Elisabeth Hinds (* 1795), ⚭ 2. Sophie Catharina Wilhelmine Greve (* 1808), neun Kinder
          1. Carl Eberhard Baring (* 1825), seit 1863 in Australien

      2. Dorothea Melusine Baring (* 1766) ⚭ Hermann Wilhelm Hachenburg († 1817), Hofprediger in Stockholm
      3. Eberhard Baring (1771–1846), Hauptmann im 60. englischen Linienregiment, Stammvater des Zweiten Zweiges ⚭ Justine Christine Wilhelmine Becker (1797–1846), neun Kinder
      4. Justus Erich Baring (1774–1843), Amtmann im Klostergut Mariengarten, Stammvater des Mariengartner Zweiges ⚭ 1796 Sophie Charlotte Schlote (1775–1837), acht Kinder
        1. Carl Theodor Baring (1806–1887), Klostergutspächter und Amtsrat in Diemarden und Mariengarten ⚭ 1838 Juliane Magdalene Jeanette Louise von Voigt zu Niedern-Jesa (1813–1898), sieben Kinder
          1. Ines Baring (* 1847) ⚭ 1878 Oberamtmann Zedelies († 1906) in Mittelshof in Thüringen
          2. Nikolaus Baring (* 1851), Amtsrat in Diemarden und Mariengarten ⚭ 1880 Elfriede Keitel (* 1857), fünf Kinder
            1. Hedwig Baring (1890–1982) ⚭ 1913 Adolf Rosenbach (1884–1873), Dr. phil., wissenschaftlicher Beirat bei den königlichen Bernsteinwerken in Königsberg (Preußen), Oberregierungsrat, Senatsrat am Reichspatentamt, Sohn von Friedrich Julius Rosenbach

        2. Eduard Adolf Baring (1807–1850), Hauptmann im 4. hannoverschen Infanterieregiment ⚭ 1845 Julie Emilie Mathilde von Voigt zu Niedern-Jesa (1821–1915), drei Kinder
          1. Adolf Baring (* 1851), Geheimer Oberjustizrat, Senatspräsident am Oberlandesgericht Naumburg ⚭ 1885 Carla von Meding, drei Kinder

### Zweiter Hauptast (Hannoversche Linie)
1. Melchior Lorenz Baring (1650–1691), Pastor in Groß Munzel ⚭ 1681 Elisabeth Dorothea von Helmold († 1737), sechs Kinder
  1. Johann Georg Baring (1682–1735), Pastor in Mariendrebber ⚭ 1714 Magdalena Catharina Schuckmann
    1. Anton Gottfried Baring (1718–1773), Amtsrichter in Neustadt am Rübenberge, Stammvater des Baring-Rumannschen Zweiges ⚭ 1. N. Meier, ⚭ 2. N. Meier, ⚭ 3. 1759 Juliane Magdalene Philippine Rumann (1733–1807), Schwester von Ernst August Rumann, sechs Kinder
      1. Christoph Christian Baring (1765–1838), Amtsvoigt in Elbstorf ⚭ 1. Elise Meier, ⚭ 2. 1797 Maria Dorothea Elisabeth Meier (1778–1848), sieben Kinder
        1. Ferdinand Heinrich Georg Baring (1801–1856), Superintendent in Bad Elgersburg ⚭ 1833 Louise Bossau (1803–1888), keine eigenen Kinder
        2. Adelaide Friederike Dorothea Baring (* 1802) ⚭ Julius Oelzen (1790–1867), Superintendent in Groß Berkel
        3. Friedrich Eduard Albrecht Baring (1805–1886), Superintendent in Hollenstedt ⚭ 1835 Sophie Louise Koch (1801–1886)
          1. Eduard Ferdinand Theodor Baring (1838–1900), Generalsuperintendent für Ostfriesland ⚭ 1870 Marie Arnemann (1844–1912), keine Kinder
          2. Georg Friedrich Julius Ferdinand Baring (1841–1915), Pastor primarius in Gronau (Leine) ⚭ 1. 1875 Magdalene Antonie Romberg (1849–1876), ⚭ 2. 1877 Selma Marianna Romberg (* 1856), vier Kinder
            1. Louise Dorothea Selma Antonie Baring (* 1876) ⚭ 1901 Berliner Landgerichtsdirektor Delkeskamp (* 1868)

      2. Georg Friedrich August Baring (1768–1823), Postdirektor in Eisleben ⚭ Georgine Friedrike Eleonore Ziel (1777–1826), elf Kinder
        1. Ernst Georg Philipp Baring (1798–1871), Leutnant in der King’s German Legion ⚭ 1. 1819 Emilie Ernestine Louise Eichemeyer (1768–1820), ⚭ 2. 1821 Justine Charlotte Eichemeyer (1790–1866), ein Sohn
        2. Karl Baring (1803–1868), Pastor in Obershagen ⚭ 1829 Emilie Schneider (1807–1863), acht Kinder
          1. William Georg Ernst Baring (1830–1901), Mediziner ⚭ 1857 Louise Wilhelmine Rose (1828–1904), Dichterin, zwei Kinder
            1. Karl August Eduard Adolf Baring (1860–1945), Oberlandesgerichtsrat in Dresden ⚭ 1. 1894 Louise Wilhelmine Rüger (1870–1895), Tochter von Konrad Robert Rüger ⚭ 2. 1896 Elisabeth Therese Adelheid Sophie Dorothee Leverkühn (1871–1930), Tochter von Carl Leverkühn, fünf Kinder
              1. Georg Baring (1901–1968), Pfarrer und Kirchenhistoriker
              2. Martin Otto Friedrich Karl Maximilian Baring (1904–1989), Senatspräsident beim Bundesverwaltungsgericht (Deutschland) ⚭ 1931 mit Gertrud Stolze (1907–1988), drei Kinder
                1. Arnulf Martin Baring (1932–2019), Politikwissenschaftler, Professor an der Freien Universität Berlin ⚭ 2. 1986 Gabriele Oettgen (* 1954), vier Kinder

              3. Ursula Baring (1907–2002),[2] Kunstsammlerin

          2. Edwin August Eberhard Baring (1833–1890), Kaufmann für Schiffsbedarf in London ⚭ 1864 Henriette Ei (1843–1911), zwei Kinder
            1. Emil Baring (* 1865), Kaufmann in New York City ⚭ 1889 Clara Catlin Lundie (* 1863), drei Kinder

          3. Natalie Eleonore Helene Baring (1833–1913), Schriftstellerin

        3. Georg Eduard William Baring (1805–1840), Postsekretär in Dannenberg (Elbe) und Osterode am Harz ⚭ 1834 Charlotte Menge (1803–1884), zwei Töchter
          1. Louise Baring (1835–1907), adoptiert von Ferdinand Heinrich Georg Baring (1801–1856), s. o. ⚭ 1857 Hugo Adolf von Sametzki (1830–1896), Landesältester und Landrat des Kreises Münsterberg in Schlesien, zwei Söhne

      3. Albrecht Heinrich Daniel Baring (1771–1831), Pastor in Wienhausen ⚭ 1803 Hedwig Dorothea Christine von der Decken (1770–1830), fünf Kinder

  2. Eberhard Ludewig Baring (1688–1743), Geheimer Justizrat in Hannover ⚭ 1720 Maria Charlotte Reinhold (1695–1766), zehn Kinder
    1. Christian Ludwig Baring (1721–1792), Calenbergischer Landrentmeister, Kanonikus des Stiftes St. Cosmas und Damian (Wunstorf), Stammvater des Baring-von-Wüllenschen Zweiges ⚭ 1767 Clarar Margarete Eleonore von Wüllen (1747–1817), Tochter des kurfürstlichen Landsyndikus Albrecht Christoph von Wüllen, fünf Kinder
      1. Henriette Margaretha Dorothea Maria Baring (1771–1833), Chanoinesse im Kloster Marienwerder in Hannover
      2. Albrecht Friedrich Georg Baring (1767–1835), königlich-hannoverscher Geheimer Kanzleirat ⚭ 1796 Johanne Auguste von Heimbruch (1741–1775), acht Kinder
        1. Charlotte Louise Henriette Baring (1798–1832) ⚭ 1818 Christian Wynecken (1783–1853), königlich-hannoverscher Generalleutnant, Kommandeur der 2. Infanterie-Division, drei Kinder
        2. Louis Baring (1800–1866), königlich-hannoverscher Oberstleutnant, Kommandeur des 1. Jäger-Bataillons „Goslar“, Ritter des Guelphen-Ordens, starb unvermählt
        3. Albert Philipp Otto Baring (1806–1867), Militärarzt, Leibmedikus des Königs Ernst August I. ⚭ 1842 Auguste Deichmann (1808–1893), keine Kinder
        4. Julius Baring (1810–1892), Oberamtsrichter zu Ebstorf ⚭ 1846 Marie Sandvoß († 1892), fünf Kinder
          1. Auguste Henriette Amalie Sophie Marie Baring (* 1847), Chanoinesse im Kloster Isenhagen
          2. Georg Friedrich Wilhelm Otto Alexander Baring (1849–1912), Landgerichtsrat in Verden (Aller) ⚭ 1880 Auguste Lange
          3. Bartholde Juliane Auguste Friederike Baring (* 1853), Oberin des Klosters Marienwerder
          4. Heinrich Louis Friedrich Otto Baring (* 1854), Rechnungsrat am Amtsgericht Hannover

      3. Georg Konrad Ludwig Baring (1773–1848), ab 1832 Freiherr,[3] königlich-hannoverscher Generalleutnant ⚭ 1825 Julie von Horn (1797–1872)
        1. Sophie Louise Clara Dorothea Baring (1827–1893) ⚭ 1851 Ernst tom Have (1806–1877), kaiserlich-russischer Staatsrat und Generalkonsul, keine Kinder

    2. Dorothea Eleonore Baring (1728–1804) ⚭ 1749 Friedrich Ulrich Patje, Geheimer Kammersekretär

### Dritter Hauptast (Hannoversche Linie)
1. Henning Baring (1653–1693), Pfarrer in Oberg ⚭ 1688 Ilsa Sophie Berckelmann (1670–1735), zwei Söhne
  1. Daniel Eberhard Baring (1690–1753), Historiker, Bibliothekar und Paläograph ⚭ 1. 1728 Sophie Magdalena Schröder (1706–1734), ⚭ 2. 1735 Emilie Margarethe Rabe (1710–1788), acht Kinder
    1. Eberhard Johann Baring (1731–1808), Pastor primarius in Elbingerode ⚭ 1. 1763 Wilhelmine Henriette Deichmann (1738–1773), ⚭ 2. 1777 Henriette Ernestine Klingsöhr, acht Kinder
      1. David Christian Baring (1773–1825), Dr. med. in Göttingen ⚭ Regine Elisabeth Bartels († 1880), vier Kinder
        1. Hermann Baring (1811–1835), Möbelhändler in Celle ⚭ Christine Domini († 1857)
          1. Wilhelm Baring (1840–1901), Großkaufmann „Baring & Borchers“ in Hamburg-Harburg ⚭ Auguste Christine Baring (* 1847, s. u.), sieben Kinder
          2. Karl Baring (* 1843), Konditor in Washington County (Maine) / USA ⚭ 1871 Lisette Kolbe (* 1847), sieben Kinder

        2. Wilhelm Baring (1815–1874), Goldschmied und Juwelier in Göttingen ⚭ 1841 Henriette Elise Freise (1818–1894), elf Kinder
          1. Karl Wilhelm Baring (1844–1920),[4] königlich-sächsischer Kommissionsrat, Vorstand der Leipziger Niederlassung der königlichen Porzellanmanufaktur Meißen ⚭ 1874 Adele Clara Daniel (* 1855), sechs Kinder
          2. Auguste Christine Baring (* 1847) ⚭ Wilhelm Baring (1840–1901), s. o.

    2. Georg Ludolph Baring (1743–1806), Vorstand der Kammer-Rechnungsrevision in Hannover ⚭ 1784 Dorothea Sophia Christiana Lauenstein (1755–1825), vier Kinder
      1. Joachim August David Baring (1787–1855), Oberkommissar der königlichen Berghandlung ⚭ 1829 Marie Anna Elisabeth Charlotte Juliane Wolf (* 1809), ein Sohn
        1. Karl Julius Jodokus Baring (1833–1915), volkswirtschaftlicher Schriftsteller und Gutsbesitzer bei Didderse ⚭ 1871 Alma Hermine Adelheid Seidel (* 1851), zwei Söhne

      2. Johann Georg Heinrich Baring (1789–1861), königlich-hannoverscher Oberst a. D., Rittergutsbesitzer bei Rinteln ⚭ 1817 Swana Henriette Friederike von Pirch (1797–1870), Enkelin von Franz Otto von Pirch, keine Kinder

    3. Johann Friedrich Baring (1747–1808), Vorstand der königlichen Berghandlung zu Hannover, Mitglied des Illuminatenordens, starb unverheiratet
    4. David Anton Baring (1753–1823), Pastor in Steimbke und Niedernstöcken ⚭ 1789 Henriette Eleonore Hagemann (1764–1836), neun Kinder
      1. Friedrich Wilhelm Baring (1807–1853), Theologe, wanderte in die USA aus, dort Grundbesitzer und Prediger

## Britischer Ast
Nach England wanderte 1717 der aus Bremen stammende Johann Baring aus. Seine Söhne John und Francis gründeten 1770 das Bankhaus John & Francis Baring & Co zu London (seit 1806 Baring Brothers and Comp.), das durch Sklaven- und Zuckerhandel ein gigantisches Vermögen anhäufte. Das erlaubte ihm, im 19. Jahrhundert zu einem wichtigen Finanzierer von Regierungsprojekten zu werden. Das Bankhaus brach 1995 zusammen. Francis Baring wurde 1793 zum Baronet, of London, geadelt. Sein Neffe William Baring, dessen Mutter der Familie Gould angehörte, wurde 1795 unter dem Namen Baring-Gould mit einem vermehrten Wappen verliehen.
Zahlreiche Nachfahren des Firmengründers wurden in den britischen Adel aufgenommen und stifteten verschiedene Linien. Zur Nachkommenschaft der Familie gehört auch Diana, Princess of Wales, deren Urgroßmutter Margaret Baring (1868–1906) war, die Tochter von Edward Baring, 1. Baron Revelstoke, und durch sie auch ihr Sohn, der britische Kronprinz William, Prince of Wales.

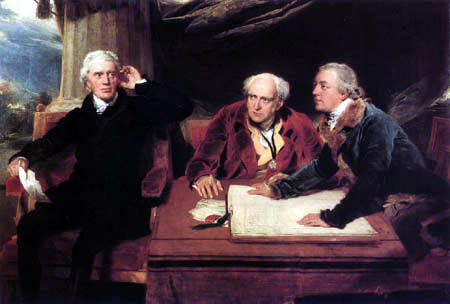
Von links: Die Brüder Sir Francis Baring, 1. Baronet, und John Baring sowie Charles Wall

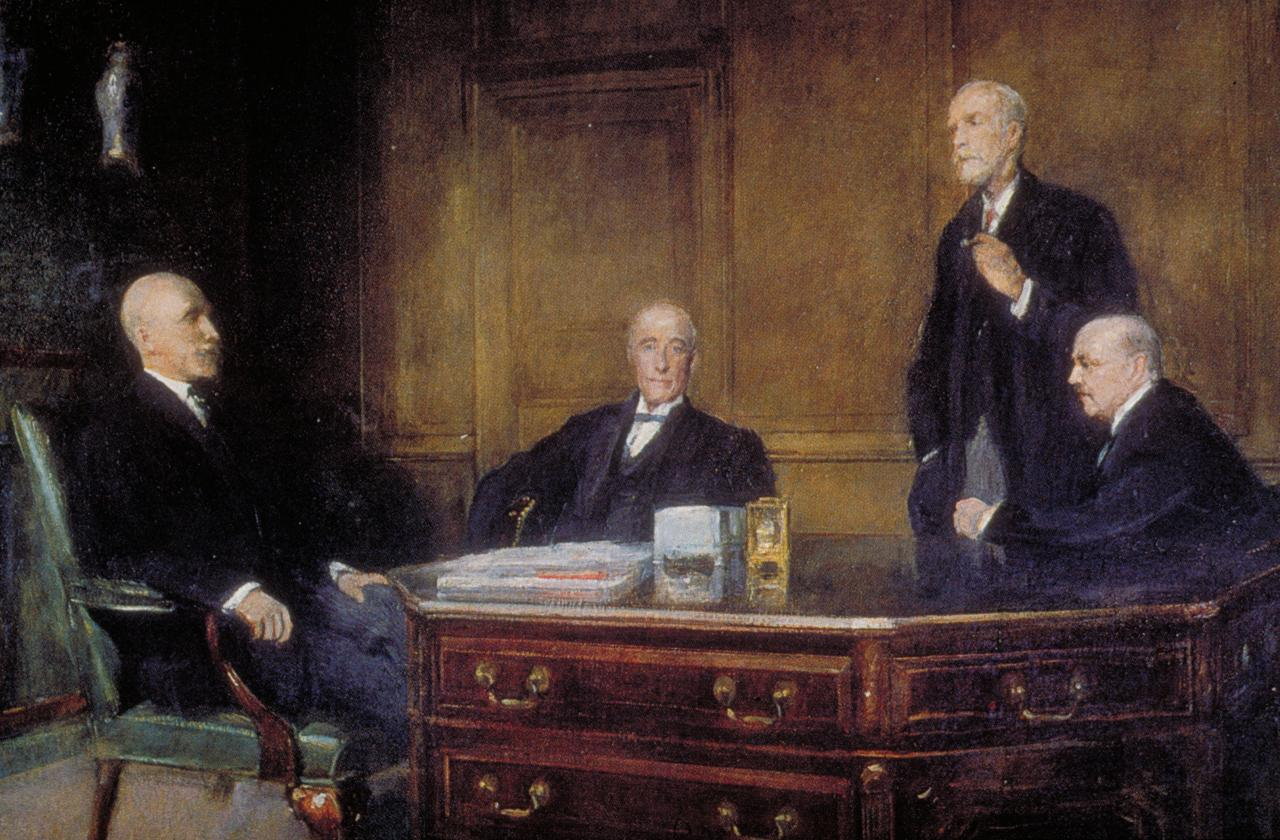
John Baring, 2. Baron Revelstoke, Cecil Baring, späterer 3. Baron Revelstoke, Gaspard Farrer und Alfred Mildmay

1. Johann Baring (1697–1748), deutsch-englischer Kaufmann
  1. John Baring (1730–1816), Unternehmer und Bankier der Barings Bank
  2. Thomas Baring (1733–1758), Unternehmer
  3. Sir Francis Baring, 1. Baronet (1740–1810), Unternehmer und Bankier der Barings Bank
    1. Sir Thomas Baring, 2. Baronet (1772–1848)
      1. Francis Baring, 1. Baron Northbrook (1796–1866)
        1. Thomas Baring, 1. Earl of Northbrook (1826–1904)
          1. Francis Baring, 2. Earl of Northbrook (1850–1929)

        2. Francis Baring (1850–1915)
          1. Francis Baring, 4. Baron Northbrook (1882–1947)
            1. Francis John Baring, 5. Baron Northbrook (1915–1990)
              1. Francis Baring, 6. Baron Northbrook (* 1954)

    2. Alexander Baring, 1. Baron Ashburton (1774–1848), 1834/35 Handelsminister
      1. Bingham Baring, 2. Baron Ashburton (1799–1864)
      2. Francis Baring, 3. Baron Ashburton (1800–1868)
        1. Alexander Baring, 4. Baron Ashburton (1835–1889)
          1. Francis Baring, 5. Baron Ashburton (1866–1938)
            1. Alexander Baring, 6. Baron Ashburton (1898–1991), Bankier
              1. John Baring, 7. Baron Ashburton (1928–2020), Bankier
                1. Mark Baring, 8. Baron Ashburton (* 1958)

    3. Henry Baring (1776–1848)
      1. Edward Baring, 1. Baron Revelstoke (1828–1897), Bankier
        1. John Baring, 2. Baron Revelstoke (1863–1929), Bankier
        2. Cecil Baring, 3. Baron Revelstoke (1864–1934), Bankier
          1. Rupert Baring, 4. Baron Revelstoke (1911–1994)
            1. John Baring, 5. Baron Revelstoke (1934–2003)
            2. James Baring, 6. Baron Revelstoke (1938–2012)
              1. Alexander Baring, 7. Baron Revelstoke (* 1970)
              2. Thomas James Baring (* 1971)

        3. Margaret Baring (1868–1906) ⚭ Charles Spencer, 6. Earl Spencer
        4. Maurice Baring (1874–1945), britischer Schriftsteller

      2. Evelyn Baring, 1. Earl of Cromer (1841–1917), britischer Diplomat, 1883 bis 1907 Generalkonsul in Ägypten
        1. Rowland Baring, 2. Earl of Cromer (1877–1953)
          1. George Baring, 3. Earl of Cromer (1918–1991)
            1. Evelyn Baring, 4. Earl of Cromer (* 1946)
              1. Alexander Baring, Viscount Errington (* 1994)

        2. Evelyn Baring, 1. Baron Howick of Glendale (1903–1973), ab 1942 Gouverneur in Afrika, u. a. 1952–1959 von Kenia
          1. Charles Baring, 2. Baron Howick of Glendale (* 1937), Botaniker und Bankier
            1. David Baring (* 1975)

  4. Charles Baring (1742–1829)
  5. Elizabeth Baring (1744–1809), ⚭ 1780 John Dunning, 1. Baron Ashburton (1731–1783), britischer Jurist